# Новочадовське сільське поселення
Новоча́довське сільське поселення (рос. Новочадовское сельское поселение) — муніципальне утворення у складі Атюр'євського району Мордовії, Росія. Адміністративний центр — село Новочадово.

## Історія
Станом на 2002 рік існували Мошково-Нікольська сільська рада (село Мошково-Нікольське, присілки Грем'ячево, Руські Парки) та Новочадовська сільська рада (село Новочадово, присілки Куриловка, Нова Кярьга, Павловка, Стара Кярьга, Шайгуші).
2007 року був ліквідований присілок Куриловка.

## Населення
Населення — 391 особа (2019, 637 у 2010, 662 у 2002).

## Склад
До складу поселення входять такі населені пункти:
| Населений пункт          | Населення, осіб (2002) | Населення, осіб (2010) |
| ------------------------ | ---------------------- | ---------------------- |
| Грем'ячево, присілок     | 3                      | 0                      |
| Куриловка, присілок      | 0                      | -                      |
| Мошково-Нікольське, село | 6                      | 3                      |
| Нова Кярьга, присілок    | 153                    | 118                    |
| Новочадово, село         | 323                    | 395                    |
| Павловка, присілок       | 13                     | 6                      |
| Руські Парки, присілок   | 24                     | 7                      |
| Стара Кярьга, присілок   | 33                     | 13                     |
| Шайгуші, присілок        | 107                    | 95                     |